# Schloss Stammheim (Köln)

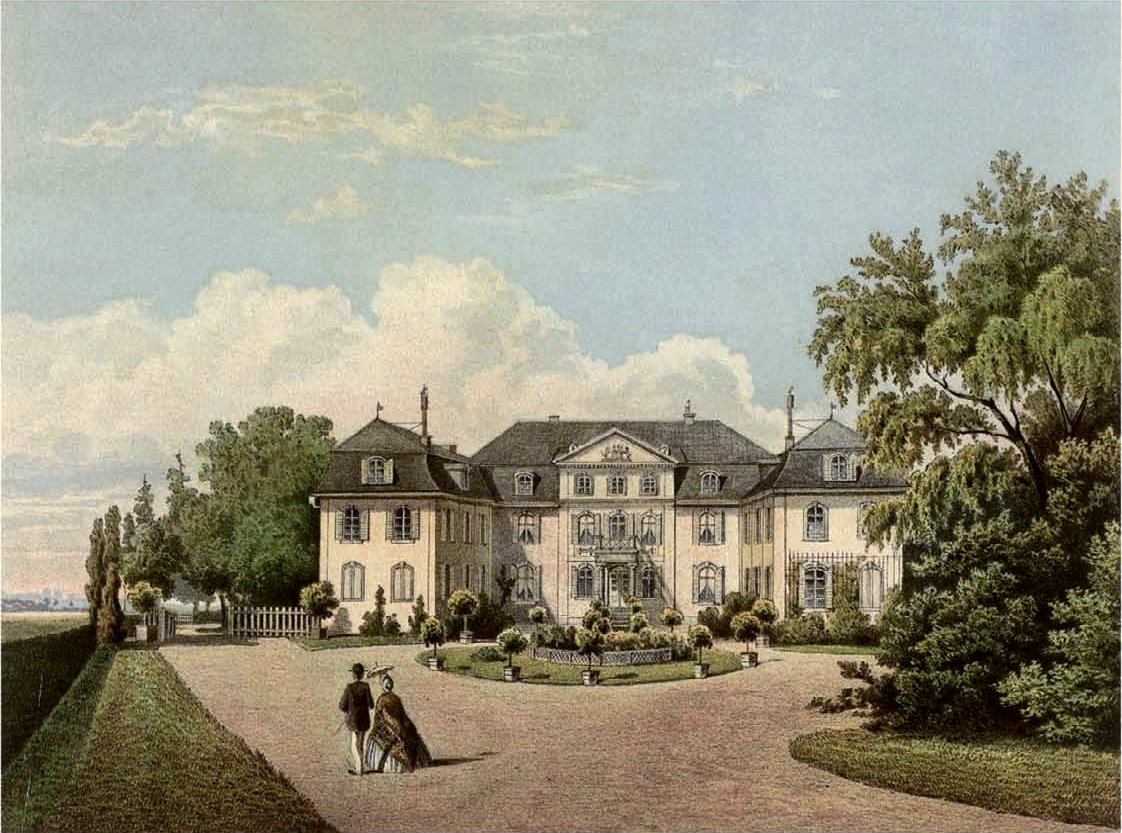
Schloss Stammheim, Sammlung Duncker, 1860

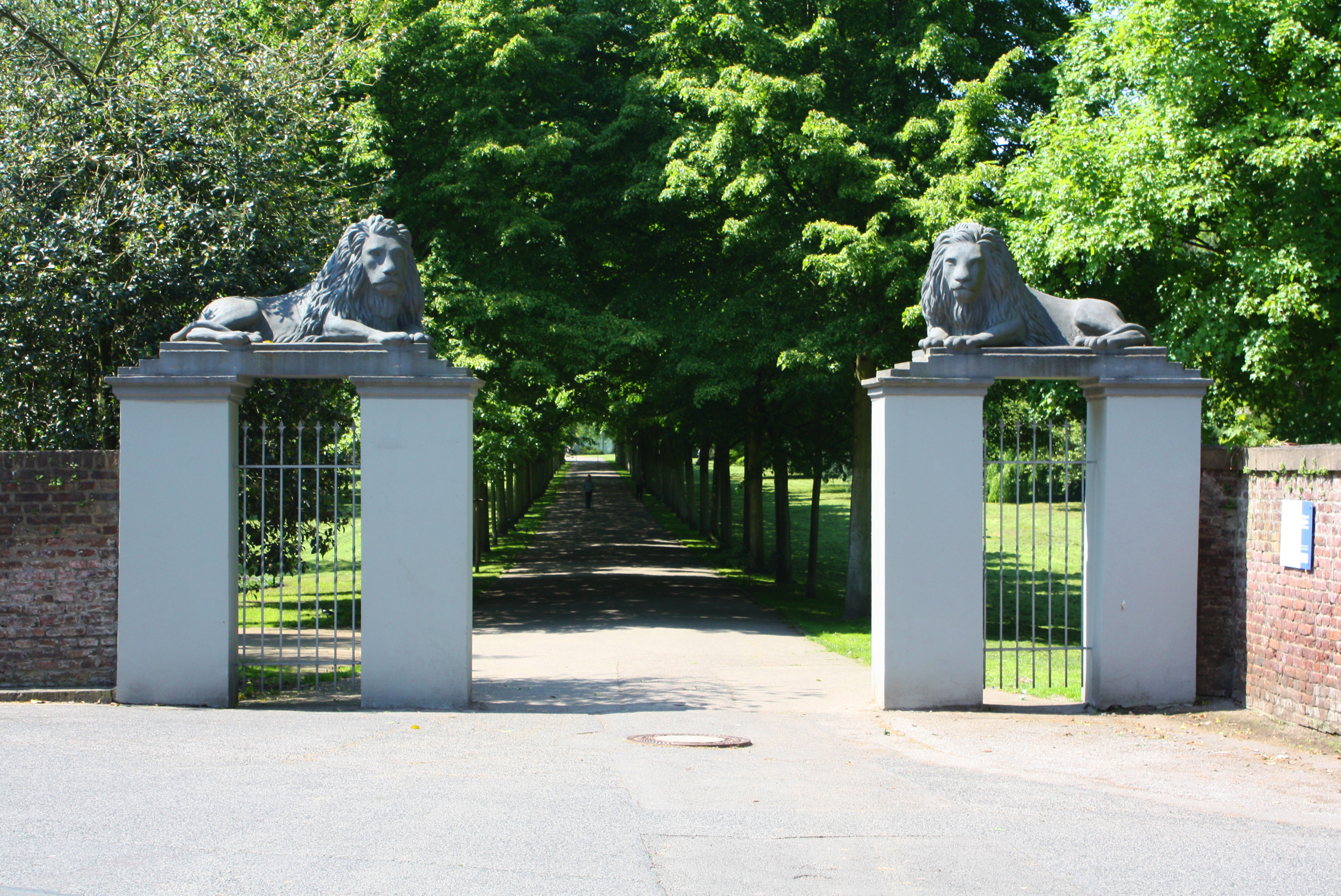
Haupteingang des Schlossparks, 2010

Das Schloss Stammheim war ein Schloss im rechtsrheinischen Kölner Stadtteil Stammheim, Stammheimer Hauptstraße 67. Es wurde im Jahr 1944 während des Zweiten Weltkriegs zerstört.

## Lage
Das Anwesen lag unmittelbar am Rhein, nordwestlich des Ortskernes von Stammheim. Wegen des damals noch unbebauten Rheinbogens war vom Schloss aus der etwa 5300 Meter südlich gelegene Kölner Dom sichtbar.

## Geschichte

### Erste Erwähnung
Bereits am Ende des 1. Jahrtausends bestand in Stammheim ein königlicher Hof. Im Jahr 959 schenkte Erzbischof Bruno diesen der Kölner Abtei Groß St. Martin.:141f Das Schloss Stammheim (Stamhem, Stampheym, Stamel) erschien im Jahre 1083 erstmals in einer Urkunde, als Erzbischof Sigewin von Are Geschenke für das Kölner Martinskloster erhielt.

### 1136 bis 1928

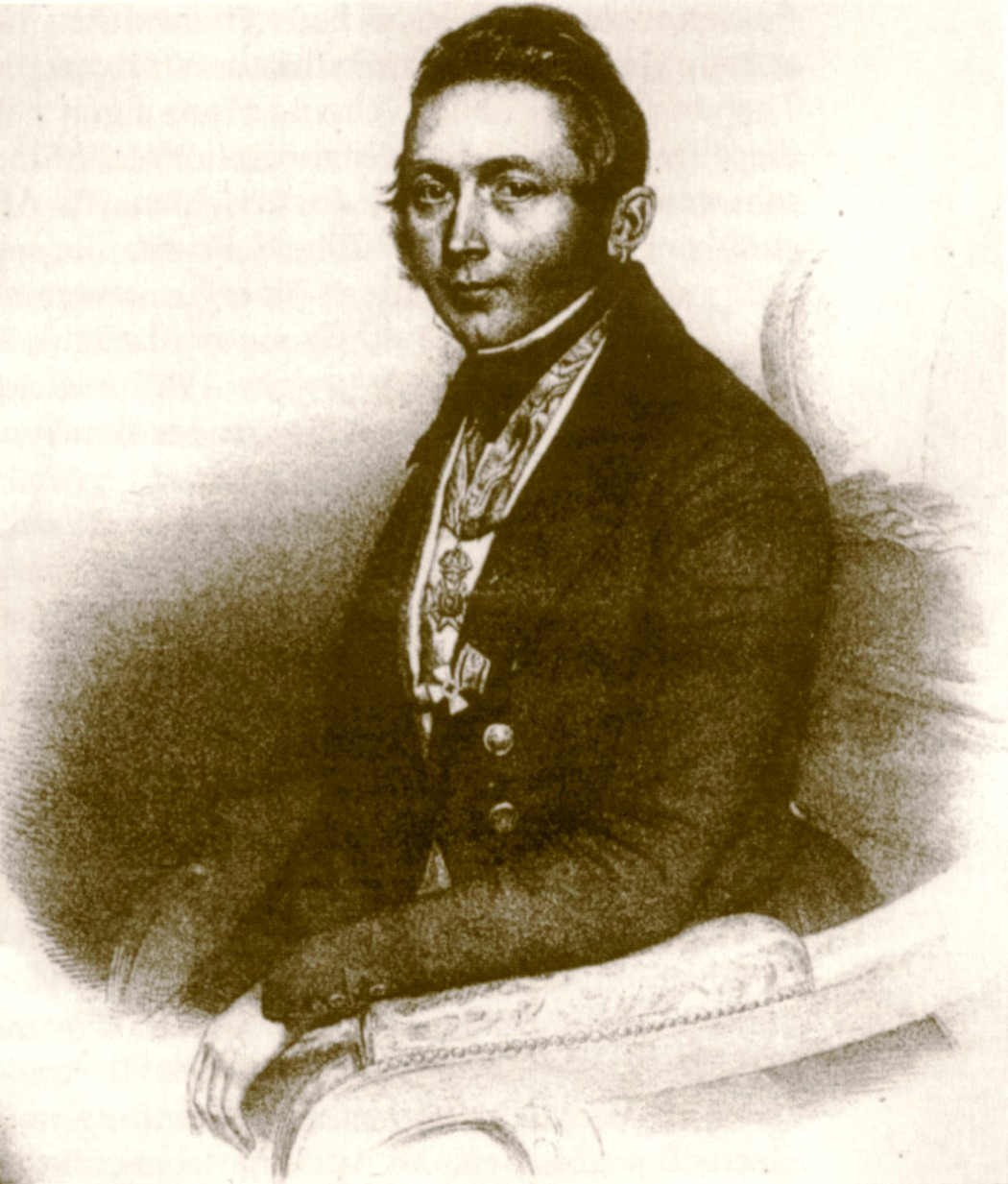
Franz Egon von Fürstenberg-Stammheim (Lithographie um 1830)

Als Sitz eines Rittergeschlechts ist Stammheim seit dem Jahr 1136 belegt, als ein Edmund von Stammheim Erwähnung findet. Es folgten Richzo (1161) und Evert von Stammheym (1190). Für das 13. und 14. Jahrhundert sind Namensträger bekannt, die in Diensten der Grafen von Berg standen. Mit Johann von Stammheim war im 17. Jahrhundert der letzte männliche Namensträger auf Stammheim sesshaft. Dessen einzige Tochter, Maria, heiratete 1637 Wimar von der Sülzen, genannt „von Diependal“ und brachte das Schloss mit in die Ehe; sie starb 1698.:141
Ihre Enkelin Maria Katharina von Diependal setzte das Erbe fort und brachte das Anwesen durch Heirat 1701 an Caspar von Weyhe. Von diesem erwarb Friedrich Ferdinand von Scharffenstein (seit 1746 Freiherr, genannt „von Pfeil“; 1718–1795) das Schloss wahrscheinlich 1751 nach dem Tod des letzten von Diependal.:142 Von Scharffenstein war dann auch der Bauherr des um 1780 errichteten Rokokoschlosses. Der Kunsthistoriker und emeritierte Professor der Bergischen Universität Wuppertal Hermann J. Mahlberg weist diesen Bau dem Œuvre des Baumeisters Johann Georg Leydel zu. Friedrich Ferdinands Sohn Max August Freiherr von Pfeil (1762–1824), kurkölnischer Kämmerer, erbte das Schloss 1795 und verkaufte es 1818 an Freiherrn Theodor Hermann Adolf von Fürstenberg-Neheim (1772–1828), dem Begründer des rheinischen Familienzweigs des Adelsgeschlechts von Fürstenberg. Von ihm gelangte es an dessen Sohn, Graf Franz Egon von Fürstenberg-Stammheim (1797–1859) und in der Folge an den Enkel Graf Gisbert Egon von Fürstenberg-Stammheim (1836–1908).:141f

### 1928 bis heute
Nach dem Tod der letzten auf Schloss Stammheim lebenden von Fürstenberg–Stammheim, Gräfin Eugenie, geborene von Auersperg, der am 3. August 1925 gestorbenen Witwe von Gisbert Egon, gelangte das Schloss 1928 durch Kauf an die Stadt Köln. Während der Zeit des Nationalsozialismus durch den Reichsarbeitsdienst genutzt, brannte das Schloss dann nach einem Fliegerangriff 1944 bis auf die Außenmauern aus. Noch bis zum Beginn der 1950er Jahre stand das Mauerwerk der zweigeschossigen Kriegsruine am rechten Rheinufer. Die dahinter liegenden Wirtschaftsgebäude waren bereits zuvor abgetragen worden. Zum 1. April 1952 übernahmen die Farbenfabriken Bayer in Leverkusen den Besitz mit etwas mehr als 20 Morgen anhängenden Ländereien (Park) zur Errichtung eines Altenheimes für ehemalige Mitarbeiter, das nach dem damaligen Vorstandsvorsitzenden Ulrich Haberland benannt wurde. Während der Bauplatz des Schlosses frei blieb, entstand das Altenheim an Stelle der Wirtschaftsbauten. Die Stadt Köln behielt sich dabei für alle Fälle ein Rückkaufrecht vor. Bayer übernahm auch die Pflege der Parkanlage und hielt diese für die Öffentlichkeit offen. Am 1. Januar 1983 nahm die Stadt Köln den Park einschließlich des leerstehenden Altenheimes zur Ergänzung ihrer öffentlichen Grünanlagen unentgeltlich wieder in ihren Besitz. Nach einer zwischenzeitlichen Verpachtung an das Kölner Studierendenwerk, das in dem Gebäude ein Studentenheim einrichtete, steht der Bau seit 2001 ungenutzt leer.
Im Juni 2018 startete die Stadt Köln einen Ideen- und Investorenwettbewerb zur Revitalisierung des Ulrich-Haberland-Hauses, nachdem vorherige Bemühungen einen Investor zu finden oder das Gebäude anderweitig, so auch als Flüchtlingsunterkunft zu nutzen scheiterten.

## Beschreibung
Das zweistöckige Herrenhaus mit hohem gebrochenem Mansarddach war in schlichtesten:142 Rokokoformen ausgebildet. Dem Hauptbau von 9 zu 4 Achsen waren nach der Rheinseite zur linken und rechten jeweils Flügel von 3 zu 2 Achsen angefügt. Rückwärtig schloss sich nach Norden die Vorburg mit Wirtschaftsgebäude, Stallungen und weiteren Nebenräumen an. Darunter in ihrem Mittelflügel die Bibliothek.:142 Das Schloss beherbergte zu Zeiten derer von Fürstenberg zahlreiche Kunstgegenstände.:142–147:410

## Heutiger Zustand
Erhalten ist von den baulichen Anlagen lediglich eine profilierte Eingangsfassung, nebst einem Doppelwappen im Keilstein, die bei der Errichtung des Ulrich–Haberland–Hauses Wiederverwendung fand. Die 1832 nach einem Entwurf von Maximilian Friedrich Weyhe (1775–1846) angelegte Parkanlage ist für die Öffentlichkeit frei zugänglich. Seit dem Jahr 2002 beherbergt der Park, neben seiner Funktion als Erholungsraum einen Skulpturenpark. Bereits kurze Zeit nach Inkrafttreten des Nordrhein–Westfälischen Denkmalschutzgesetzes wurde die Parkanlage am 1. Juli 1980 (Nr. 694), mit Einschluss eines am Beginn, der zum Schloss führenden Lindenallee postierten steinernen Löwen, unter Schutz gestellt. Das Ulrich–Haberland–Haus folgte am 19. Mai 1989 (Nr. 505).